# Журешть
Журешть, Журешті (рум. Jurești) — село у повіті Тіміш в Румунії. Входить до складу комуни Бирна.
Село розташоване на відстані 346 км на північний захід від Бухареста, 65 км на схід від Тімішоари.

## Населення
За даними перепису населення 2002 року у селі проживали 174 особи.
Національний склад населення села:
| Національність | Кількість осіб | Відсоток |
| -------------- | -------------- | -------- |
| румуни         | 141            | 81,0%    |
| українці       | 33             | 19,0%    |

Рідною мовою назвали:
| Мова       | Кількість осіб | Відсоток |
| ---------- | -------------- | -------- |
| румунська  | 141            | 81,0%    |
| українська | 33             | 19,0%    |